# マックスウェル・フライ
エドウィン・マックスウェル・フライ(Edwin Maxwell Fry、1899年8月2日 - 1987年9月3日）はイギリスの都市計画家・モダニズム建築家。英国における近代建築運動のリーダーの一人であり、また都市計画家としては、南アフリカ、西アフリカのコンサルタント、またル・コルビュジエのもとで、チャンディーガルの計画をサポートした人物として知られる。
1930年代の国際近代建築の英国におけるパイオニアの一人。また、画家、作家、詩人としても活躍した。

## 人物
チェシャー州ウォラシーの近くリスカードで生まれる。父親はカナダ系イギリス移民。1923年にリバプール大学卒業。1927年に、最初の妻のエセルと結婚。
1933年に、アーサー・コーンを委員長とするCIAMのイギリス支部MARS委員会に参画。共同設立する。1934年から1936年にかけては、ヴァルター・グロピウスの下で実務につく。初期の作品は個人住宅が主であり、初期の作品は1935年 セント・レオナルドヒル、ウインザーヒルなどであった。1935年 にはサンハウス(ロンドン/ハムステッド)を生み出す。1936年には傑作インピントン・ヴィレッジ・カレッジをてがける。同年からは、1922年にフランシス・ロングスターズ・トンプソンと共同事務所を開設していたトーマス・アダムス (都市計画家)らとアダムス・トンプソン・アンド・フライ・アソシエイツを設立しパートナーシップを組む。
チャールズ・コンプトン・リードが立案を予定していた南アフリカ、鉱山入植地の都市コンサルタント業務を引き継ぎ、1935年から1939年にかけては委託側と顧問契約をする。この間、1936年にはレヴィー邸（キングストン/コービー、ニューマルデン）、チッパーフィールドコモン（ハートフォードシア）、そして傑作インピントン・ヴィレッジ・カレッジをてがける。1937年にはラドブロークグローブや、エリザベス・デンビと協働し、ケンサル邸（ロンドン・ケンジントン）を、1938年にはロンドン・リージェント・ストリート、エレクトリック・シティのショールームを設計する。
第二次世界大戦の間は西アフリカに渡り、ロイヤルエンジニアと共にナイジェリアで地域計画に携わる機会を得る。都市計画に関するコンサルティングと、イバダン大学の建築設計に従事していた。こうして、西アフリカにおける近代建築の先駆者として、最も重要な人物となるほか、後妻のジェーン・ドリューと出会う。
1942年にドリューと結婚、建築設計事務所フライ・ドリュー・アンド・パートナーズを設立。1944年、ドリューはナイジェリアに関する都市計画報告を作成している。村落と交通機関の改善、西洋文明の衝撃に構えるための都市開発、という3つの業務に集中することを助言している。また、同年12月から大戦の兵士帰還に伴い一極集中を防ぐという課題にも取り組む。プロジェクトでは、村落の再開発がもっとも力を入れられており、予算も当初のそれから3倍から10倍までに割り当てられている。フライもドリューとともに改善策や啓蒙活動を展開し、そのための冊子などを刊行している。
1946年から1973年にかけて、協働して仕事を始める。さらにドリューと共に、熱帯の構造に関する本を出版。さらにナイジェリアのための大学および他の建物の計画（イバダン大学の他に、コーポラティブ・バンク、1947年と1961年）の作品のほか、自らの報告書どおり都市の開発福祉計画、村落の再開発と都市計画を手がけた。
1950年代前半に、インド・パンジャーブ州の新しい州都チャンディーガルの都市計画・住宅などの設計に従事。ル・コルビュジエの協働者として、1951年から954年にかけて現場に事務所を構えて設計監理をするとともに、コルビュジエにかわってチャンディーガルに住んで現地で施設の設計・監理を行った。   
同時期はほかに、1951年から1954年にかけて、セントフランシス大学キャンパス（トーゴ）、アディサデル大学キャンパス、マウリ大学キャンパス 、アブリ大学キャンパス（以上ガーナ）など、アフリカの大学キャンパスを多く手がけている。    
1951年には、ブリティッシュ・フェスティバルの会場担当し、1953年にCBE受賞。1964年には王立英国建築家協会RIBAゴールドメダルに輝く。    
その後も1956年の世界開発銀行（ナイジェリア・イバダン）や1958年のナイジェリア教員養成所（ナイジェリア・ンドリ）、インド東洋保険会社ビル（インド・コルカタ）、1960年 BP社ナイジェリア・オフィス（ナイジェリア・ラゴス） など、アジア・アフリカなどの途上国での建築作品を多く生み出している。
そのほかの作品は、ピルキントン社中央事務所（セント・ヘレナ 1961年から1964年）1955年から1958年にかけてベスナルグリーン、ウスク通り団地デザイン(ロンドン、デニス・ラズドゥンと) 、1960年にダウアクロケミカル社事務所（ノーフォーク/キングズ・リン） 、1961年から1964年にピルキントン社中央事務所（セント・ヘレナ ）、1970年のミッドグラモーガンの火葬場 などがある。